# Ljudmila Dzjigalova
Ljudmila Stanislavivna Dzjigalova (ukrainska: Людмила Станіславівна Джигалова), född den 22 januari 1962, är en ukrainsk före detta friidrottare som tävlade i kortdistanslöpning för Sovjetunionen.
Dzjigalovas främsta meriter individuellt är en sjätte plats från inomhus-VM 1991 och en semifinalplats från VM 1991 på 400 meter. 
Däremot hade hon stora framgångar med Sovjetunionen och senare för OSS i stafettlag på 4 x 400 meter. Vid Olympiska sommarspelen 1988 sprang hon i försöken i det lag som i finalen inte bara vann utan även noterade världsrekordet på distansen. 
Hon var med och vann VM-guld 1991 och ingick i laget som vann OS-guld vid Olympiska sommarspelen 1992.

## Personliga rekord
- 400 meter - 50,76 från 1991